# L.A. (Light Album)
L.A. (Light Album) — двадцать третий студийный альбом американской рок-группы The Beach Boys. Пластинка вышла в марте 1979 года на Brother Records и заняла 100-е место в американском хит-параде журнала Billboard.

## Обзор
Когда стало очевидно, что Брайан Уилсон был не способен более работать, был приглашён Брюс Джонстон, ушедший из группы в 1972 году. Кроме того, был привлечён Джим Герсио. Интерес к выходу альбома был подогрет информацией о том, что на нём будет первый ремикс The Beach Boys в стиле диско — «Here Comes the Night» (в оригинале песня вышла в 1967 году в альбоме Wild Honey). Однако ремикс, как и сам альбом не пользовался успехом среди любителей музыки. Холодно отзывались об альбоме и критики, считавшие, что художественный рост группы закончился на альбоме Holland (1973). Дейв Марш в своей рецензии писал в журнале Rolling Stone, что «пластинка не просто ужасна, она — неуместна».
Второй сингл «Good Timin’» был записан ещё 4 ноября 1974 года (инструментальная дорожка) — он добрался лишь до 40-го места в хит-параде. «Lady Lynda» — третий сингл — был написан Аланом Джардином в честь своей жены по мотивам хорала Иоганна Себастьяна Баха «Jesus bleibet meine Freude» (позже, в 1986 году, Джардин, уже разведённый, перепишет песню под названием «Lady Liberty»); в то время как в США сингл прошёл незамеченным, в Великобритании он достиг 6-го места. Песни «Baby Blue» и «Love Surrounds Me» первоначально были записаны Деннисом Уилсоном для своего второго (так и не вышедшего) сольного альбома Bambu.
L.A. (Light Album) стал первым альбомом, вышедшим на CBS Records после того, как контракт The Beach Boys с Warner Brothers Records был закончен.

## Обложка
Дизайн обложки был выполнен Тони Лейном.

## Список композиций
| №  | Название            | Автор(ы)                                                       | Вокал         | Длительность |
| -- | ------------------- | -------------------------------------------------------------- | ------------- | ------------ |
| 1. | «Good Timin’»       | Брайан Уилсон / Карл Уилсон                                    | К. Уилсон     | 2:12         |
| 2. | «Lady Lynda»        | Иоганн Себастьян Бах, аранжировка Алана Джардина / Рон Альтбах | А. Джардин    | 3:58         |
| 3. | «Full Sail»         | К. Уилсон / Джеффри Кушинг-Мюррей                              | К. Уилсон     | 2:56         |
| 4. | «Angel Come Home»   | К. Уилсон / Дж. Кушинг-Мюррей                                  | Деннис Уилсон | 3:39         |
| 5. | «Love Surrounds Me» | Д. Уилсон / Дж. Кушинг-Мюррей                                  | Д. Уилсон     | 3:41         |
| 6. | «Sumahama»          | Майк Лав                                                       | М. Лав        | 4:30         |

| №  | Название               | Автор(ы)                                  | Вокал                 | Длительность |
| -- | ---------------------- | ----------------------------------------- | --------------------- | ------------ |
| 1. | «Here Comes the Night» | Б. Уилсон / М. Лав                        | К. Уилсон, А. Джардин | 10:51        |
| 2. | «Baby Blue»            | Д. Уилсон / Грегг Джейкобсон / Карен Лэмм | К. Уилсон, Д. Уилсон  | 3:25         |
| 3. | «Goin’ South»          | К. Уилсон / Дж. Кушинг-Мюррей             | К. Уилсон             | 3:16         |
| 4. | «Shortnin’ Bread»      | Народная, аранжировка Б. Уилсона          | К. Уилсон, Д. Уилсон  | 2:49         |

В 2000 году альбом был переиздан на одном компакт-диске вместе с предыдущим альбомом M.I.U. Album.

## Альбомные синглы
- «Here Comes the Night» / «Baby Blue» (Brother/Caribou ZS9 9026; 19 февраля 1979; № 44)
- «Good Timin’» / «Love Surrounds Me» (Brother/Caribou ZS9 9029); 16 апреля 1979; № 40)
- «Lady Lynda» / «Full Sail» (Brother/Caribou ZS9 9030; июнь 1979)
- «It’s a Beautiful Day» / «Sumahama» (Brother/Caribou ZS9 9031; сентябрь 1979)